# Воловска запрега
Воловска запрега је запрежно возило са два или четири точка које вуку волови. То је превозно средство које се користи од давнина у многим деловима света. И данас се користи тамо где су савремена возила или прескупа или постојећа инфраструктура отежава њихову употребу.
Воловску запрегу, која се посебно користи за превоз робе, вуче један или више волова. Кола су за волове најчешће причвршћена посебним ланцем причвршћеним за јарам, али се такође користи и конопац. Возач и сви други путници седе на предњој страни кола, док се терет поставља позади. Воловском запрегом традиционално су превожени пољопривредни производи и дрвена грађа.
Године 2005. гајење волова и традиција употребе запрежних воловских кола у Костарики увршћена је на УНЕСКО- ву репрезентативну листу нематеријалног културног наслеђа човечанства.

## Историја
Првеи историјски подаци о употреби кола за превоз терета датирају око 4400. п. н. е. Најстарији дрвени точкови употребљиви за транспорт пронађени су у јужној Русији и датирју око 3325 (± 125) године п. н. е. Докази о возилима на точковима појављују се од средине 4. миленијума пре нове ере, на територији између Северног мора и Месопотамије. Постоји могућност да су то управо била воловска кола.

## Костарика
У Костарики су запрежна воловска кола (carretas на шпанском језику) била важан аспект свакодневног живота и трговине, посебно између 1850. и 1935. године, развијајући јединствену традицију конструкције и украшавања која се још увек развија. Традиционална воловска колица, или карета, производ је најпознатијег заната Костарике. Од средине деветнаестог века, воловска колица су коришћена за превоз зрна кафе из централне долине Костарике преко планина до Пунтаренаса на пацифичкој обали, што је захтевало путовање од десет до петнаест дана.
Традиција сликања и украшавања воловских колица започела је почетком двадесетог века. Првобитно је сваки регион Костарике имао свој посебан дизајн, омогућавајући идентификацију порекла возача према обојеним шарама на точковима. Почетком двадесетог века, уз шарене звезде почеле су да се појављују цвеће, лица и минијатурни пејзажи, а до данас годишња такмичења награђују најкреативније уметнике у овој традицији. Будући да су воловска кола застарела као превозно средство, потражња за њима је све мања, што значи да је и број занатлија који су прошли обуку за производњу и украшавање воловских кола снажно опао током последњих деценија. Али, костаричке параде и традиционалне прославе нису комплетне без традиционалне параде воловских кола.
Године 1988. влада Костарике је традиционална кола са воловима прогласила националним симболом рада.
Године 2005. традиција гајења волова и запрежних воловских кола у Костарики увршћена је на Унескову репрезентативну листу нематеријалног културног наслеђа човечанства.

## Индонезија
У Индонезији се воловска кола користе у сеоским деловима земље за превоз робе и људи, али чешће се у Индонезији користе коњска, а не воловска кола. Возач запреге за волове познат је на индонежанском као bajingan.

## Малезија
Воловска кола су се широко користила у Малезији пре увођења аутомобила, а многа се користе и данас. Ту су спадала и путничка возила, која се сада користе посебно за туристе. Путничка кола су обично опремљена тендама за заштиту од сунца и кише, а често су и лепо украшена.

## Аустралија
У Аустралији су воловска кола имала четири точка и обично су се користила за превоз великих терета. Кола су вукли волови који су се могли састојати и од 20 или више животиња.
Волови су широко коришћени за транспорт производа из руралних подручја до већих градова и лука. Због величине Аустралије, ова кола су често прелазила велике раздаљине што је могло потрајати много дана, па чак и недеља.

## Галерија
- Воловска запрега у Јужној Аустралији 1911.
- Воловска запрега у Србији
- Воловска кола у зоолошком врту Мисоре, Индија
- Воловска кола у Индији
- Типично украшена костаричка воловска кола
- Мексичка сarreta у Ел Пасу, Тексас, око 1885.
- Репродукција воловских кола јапанске аристократије у Јидаи Матсури
- Воловска кола у Пенџабу
- Воловска кола из 1836. године изложена у дворишту